# 999 Zachia
999 Zachia este o planetă minoră (asteroid), cu un diametru de 16,848 km, din centura de asteroizi. A fost descoperită pe 9 august 1923 la Observatorul Königstuhl de Karl Wilhelm Reinmuth și a fost numită după Franz Xaver von Zach. 
Obiectul prezintă o orbită caracterizată de o semiaxă mare de 2,611144 UAi, o excentricitate de 0,214886, o înclinație de 9,768 ° în raport cu ecliptica.